# 에블린 듀허스트
에블린 듀허스트(Evelyn Dewhurst, 1902년 1월 12일 ~ 1993년)는 영국령 실론의 테니스 선수였다.
1926년 윔블던 챔피언십에 출전하여 단식 2라운드, 복식 3라운드에 진출했다. 6회 윔블던 단식 챔피언 수잔 렝글렌에게 2라운드에서 패했는데 이는 렝글렌의 경력에서 그녀가 아마추어 테니스에서 은퇴하여 프로가 되기 위한 중추적인 경기였다.
듀허스트는 1927년 실론 전국 선수권 대회에서 우승한 후 아마추어 테니스에서 은퇴하여 짧은 영국 프로 투어에 렝글렌에 합류했다. 돈이 절실히 필요했기 때문에 적은 금액인 1000파운드에 서명했다. 듀허스트는 투어에서 렝글렌과의 단식 경기를 5번 더 치렀고 모두 패했다.